# Singularna točka krivulje
Singularna točka krivulje je na krivulji točka, kjer ji parameter ne daje gladkosti. Natančna definicija singularne točke
je odvisna od vrste krivulje.

## Algebrske krivulje
Algebrske krivulje v ravnini lahko definiramo kot množico točk {\displaystyle (x,y)}, ki zadoščajo enačbi z obliko  {\displaystyle f(x,y)=0}, kjer je f polinomska funkcija {\displaystyle f:{\text{ }}R^{2}\to R}.  Funkcijo f razvijmo kot 
{\displaystyle f=a_{0}+b_{0}x+b_{1}y+c_{0}x^{2}+2c_{1}xy+c_{2}y^{2}+\dots \,}.
Kadar je koordinatno izhodišče na krivulji, velja
{\displaystyle a_{0}=0}. Če pa je {\displaystyle b_{1}\neq 0}, nam izrek o implicitni funkciji potrjuje, da obstoja gladka funkcija h tako, da ima krivulja v bližini izhodišča obliko {\displaystyle y=h(x)}. Podobno lahko zapišemo, če je {\displaystyle b_{0}\neq 0}, potem obstoja gladka funkcija k, tako, da ima krivulja v bližini izhodišča obliko {\displaystyle x=k(y)}. V obeh primerih obstoja gladka preslikava iz R na ravnino, ki določa krivuljo v bližini izhodišča. V izhodišču velja 
{\displaystyle b_{0}={\partial f \over \partial x},\,b_{1}={\partial f \over \partial y},}.
Krivulja je nesingularna v izhodišču, če je vsaj eden od parcialnih odvodov različen od 0. To pa pomeni, da so singularne točke tiste točke na krivulji, kjer sta oba parcialna odvoda enaka nič:
{\displaystyle f(x,y)={\partial f \over \partial x}={\partial f \over \partial y}=0}.

### Regularne točke
Predpostavimo, da teče krivulja skozi izhodišče in, da lahko pišemo {\displaystyle y{\text{ }}={\text{ }}mx}.
V tem primeru lahko funkcijo f zapišemo kot 
{\displaystyle f=a_{0}+b_{0}x+b_{1}y+c_{0}x^{2}+2c_{1}xy+c_{2}y^{2}+\dots \,}
Kadar vrednost izraza {\displaystyle b_{0}+mb_{1}} ni enaka 0 takrat ima enačba {\displaystyle f{\text{ }}={\text{ }}0} eno rešitev v {\displaystyle x{\text{ }}={\text{ }}0}. Izhodišče je v tem primeru točka edinega stika s premico {\displaystyle y{\text{ }}={\text{ }}mx}. Če pa je {\displaystyle b_{0}+mb_{1}=0}, potem ima enačba vsaj dvojno rešitev in premica {\displaystyle y{\text{ }}={\text{ }}mx} ali {\displaystyle b_{0}x+b_{1}y=0} je tangenta na krivuljo. 

### Dvojne točke
Kadar sta {\displaystyle b_{0}} in {\displaystyle b_{1}} enaka 0 in je vsaj eden od {\displaystyle c_{0},{\text{ }}c_{1},{\text{ }}c_{2}} ni enak 0, potem se izhodišče imenuje dvojna točka.  Če je {\displaystyle y=mx}, lahko zapišemo 
{\displaystyle f=(c_{0}+2mc_{1}+c_{2}m^{2})x^{2}+(d_{0}+3md_{1}+3m^{2}d_{2}+d_{3}m^{3})x^{3}+\dots \,}.
Dvojne točke lahko razvrstimo v skupine glede na rešitve enačbe 
c0+mc1+m2c2=0.  

#### Dvojne točke
Kadar je {\displaystyle c_{0}+mc_{1}+m^{2}c_{2}=0} dobimo dve realni rešitvi. Če pa je {\displaystyle c_{0}c_{2}-c_{2}^{2}<0} se izhodišče imenuje dvojna točka. Krivulja seka samo sebe v izhodišču ter ima dve različni tangenti, ki pripadata dvema rešitvama enačbe {\displaystyle c_{0}+mc_{1}+m^{2}c_{2}=0}. Funkcija f ima sedlasto točko v izhodišču.  

#### Izolirane točke
Kadar enačba {\displaystyle c_{0}+mc_{1}+m^{2}c_{2}=0} nima realnih rešitev, se izhodišče imenuje izolirana točka. V realni ravnini je izhodišče izolirana točka množice na krivulji. 

#### Točke obrata
Če {\displaystyle c_{0}+mc_{1}+m^{2}c_{2}=0} nima  realnih rešitev in je {\displaystyle c_{0}c_{1}-c_{1}^{2}=0}, potem se izhodišče imenuje izolirana točka. Krivulja v tem primeru v izhodišču spremeni smer in tvori konico. Krivulja ima samo eno tangento v izhodišču, ki jo lahko obravnavamo kot dve enaki tangenti. 